# Andrea Ponti
Andrea Ponti (Gallarate, 17 febbraio 1821 – Biumo Superiore, 26 settembre 1888) è stato un imprenditore, dirigente d'azienda, mecenate e filantropo italiano. Personalità dai molteplici interessi, fu uno dei principali industriali dell'Ottocento lombardo, in particolare nel campo dei filati e della lavorazione di seta e cotone, nonché uno dei possidenti più ricchi della sua epoca.

## Biografia

### I primi anni
Nato a Gallarate il 17 febbraio 1821, Andrea Ponti era figlio sestogenito degli undici figli avuti da Giuseppe Ponti (1786-1853) e da sua moglie, Maria Antonia Longhi.
Nato in una famiglia borghese agiata, venne inizialmente destinato alla carriera ecclesiastica e per questo decise di laurearsi in Giurisprudenza presso l'Università degli Studi di Pavia nel 1845. Ad ogni modo, alla morte del genitore nel 1853, venne chiamato a succedergli nella direzione degli impianti cotonieri che la sua famiglia possedeva a Gallarate. Ancora giovanissimo, assieme all'amico fraterno e futuro cognato Luigi Borghi, intraprese un grand tour in Europa, visitando in particolare gli stabilimenti cotonieri dell'Alsazia ove apprese le ultime innovazioni per la lavorazione dei filati che esportò poi in Lombardia, ed in particolare nello stabilimento di Solbiate Olona. Tornato in patria, nel 1848, sempre col Borghi, fervente mazziniano, prese parte alla prima guerra d'indipendenza italiana soccorrendo ed aiutando i rivoluzionari concentratisi a Gallarate per prestare soccorso ai milanesi delle Cinque Giornate.

### L'industria del cotone

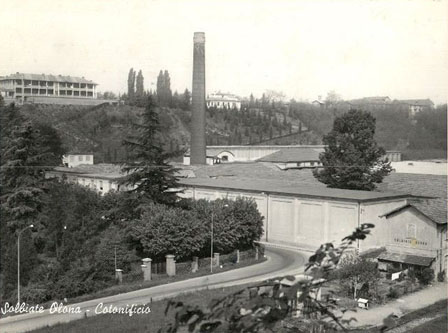
Veduta di Solbiate Olona con il Cotonificio Ponti in una fotografia degli anni '40 del Novecento

Andrea affiancò fin da giovane il padre nella direzione dello stabilimento di Solbiate Olona, trasformandolo in una delle più importanti filature di cotone della Lombardia, forte dei legami d'importazione con le coltivazioni di New Orleans, oltreoceano. Nel 1851 il capitale sociale dell'impresa della famiglia Ponti contava un capitale di 21.000.000 di lire austriache. Alla morte del genitore, quando Andrea si ritrovò socio dell'azienda di famiglia col fratello Antonio, decise di investire largamente anche nell'acquisto di beni fondiari come terreni agricoli con piantagioni di gelsi e opere di bonifica per implementare e sostenere ulteriormente l'industria di famiglia. Se Antonio si occupò della gestione degli affari da Milano, Andrea rimase invece a Gallarate, amministrando direttamente le aree produttive locali e quelle di Solbiate Olona. Grazie all'impegno diretto di Andrea, l'azienda Ponti divenne concessionaria della Imperial-Regia Privilegiata Strada Ferrata Ferdinandea Lombardo-Veneta, della Ferrovia a Cavalli di Tornavento, della Cassa interinale per le sete e della Banca di Sconto della Lombardia. Desideroso di ampliare anche gli orizzonti di guadagno della propria impresa, Antonio riuscì ad entrare nel consiglio d'amministrazione della sede di Milano della Banca Nazionale degli Stati Sardi, aprendo così gli interessi della famiglia al Piemonte.
La grande disponibilità di capitale, consentì ad Andrea Ponti di finanziare tra il 1852 ed il 1854 la costruzione della fabbrica Cantoni di Castellanza, impegnandosi poi in prima persona per sostenere la ricerca per la lotta alla pebrina, una malattia che colpiva il baco da seta, il cui allevamento era alla base della produzione stessa delle filature lombarde. Egli promosse quindi l'importazione di una specie di baco da seta giapponese, la Antheraea yamamai, da impiegare più agevolmente nei propri poderi e finanziò a tale scopo la costruzione di tre filande di seta nelle Indie Orientali inglesi.

### L'espansione dell'impresa
Alla morte dello zio Bartolomeo, venuto a mancare celibe nel 1860, Andrea Ponti prese anche la direzione dell'istituto bancario di prestiti garantiti istituito dalla sua famiglia che, in particolare durante la prima guerra d'indipendenza, si era arricchito notevolmente salvando la Cassa di Risparmio delle Province Lombarde. L'anno successivo morì anche Antonio, fratello di Andrea, e quest'ultimo si ritrovò solo alla guida dell'impresa di famiglia. Trasferitosi a Milano, nello storico Palazzo Taverna, iniziò per Andrea un periodo di forte crisi dettato dalla cosiddetta cotton famine iniziata in Inghilterra, nel Lancashire, che trascinò con sé molte imprese europee per la penuria di materia prima a causa dello scoppio ed il protrarsi della guerra civile americana.
Il suo ruolo nella comunità d’affari milanese divenne subito centrale non soltanto per i grandi mezzi di cui disponeva, le relazioni d’affari intrattenute nel commercio all’ingrosso di cotoni sodi, il prestigio acquistato dalla famiglia nei decenni precedenti e per i legami parentali che lo univano, direttamente o indirettamente, alle grandi famiglie imprenditoriali della città; fu un punto di riferimento anche perché nelle sue mani passarono numerosi e cospicui crediti ipotecari vantati da Bartolomeo nei confronti di influenti famiglie patrizie e imprenditoriali.
Memore dei prestiti concessi, dopo la fine del periodo di crisi del cotone e dopo l'unificazione nazionale, Andrea Ponti divenne socio del Cotonificio Cantoni (nel 1872), prese parte attiva alla fondazione del Lanificio Rossi, finanziò la creazione della filatura di Cristoforo Benigno Crespi, divenendone socio di maggioranza. Nel 1874, infine, sostenne economicamente la fondazione della Cantoni-Krumm (divenuta poi Franco Tosi Meccanica) per la produzione di macchine tessili con motori idraulici, interessandosi parallelamente all'introduzione della coltivazione del lino e della canapa come fibre alternative al cotone, giungendo ad un totale di 59.000 telai sotto il suo controllo.
Pur non schierandosi mai politicamente in maniera aperta, Andrea fu di spirito convintamente liberale ma rifiutò ogni carica connessa al mondo politico, ad eccezione dell'incarico di consigliere comunale a Gallarate nelle prime elezioni tenutesi nel 1860, mentre già era stato nominato quale locale comandante della guardia nazionale, carica ricoperta dal 1859 al 1864.

### Gli ultimi anni

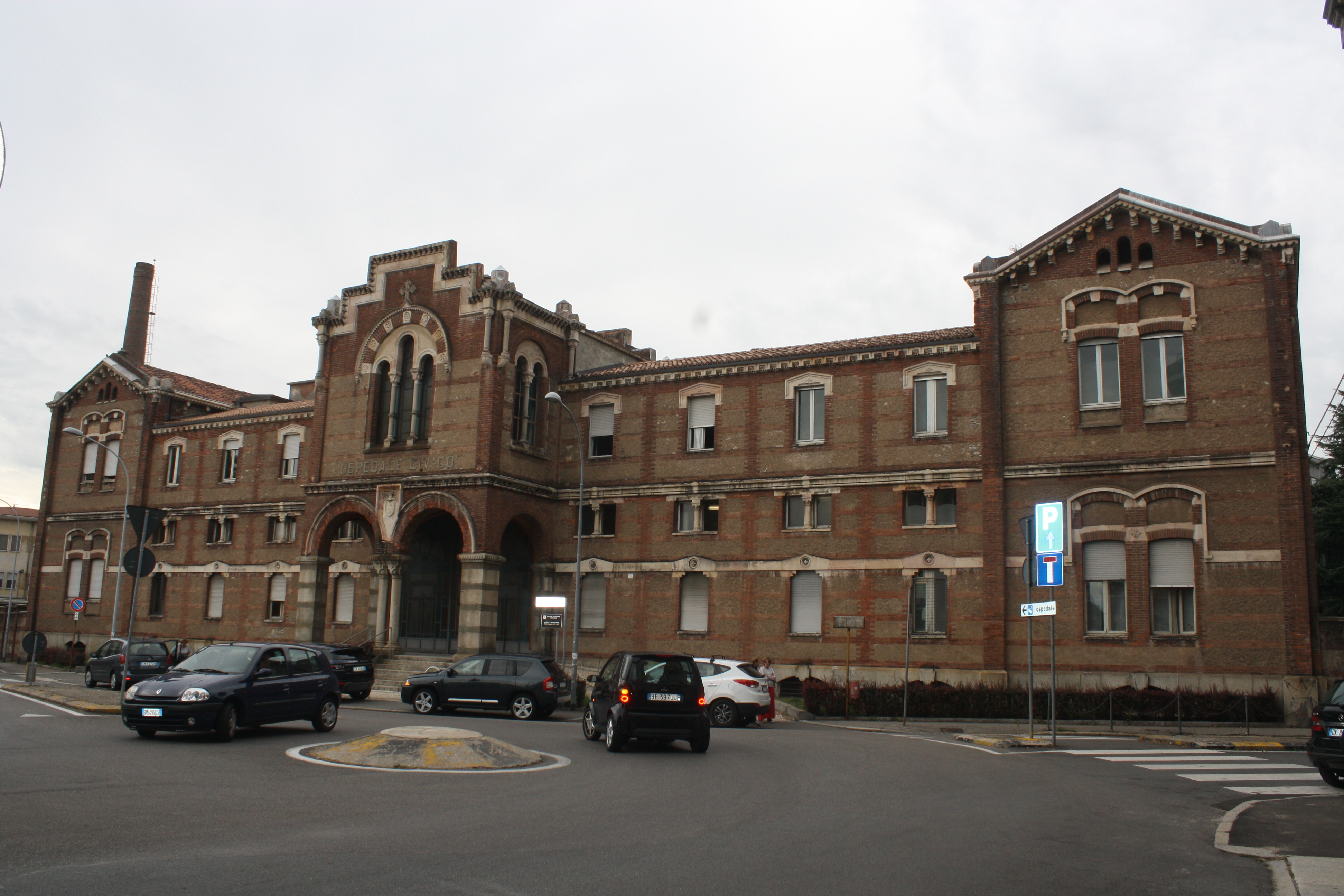
L'ospedale vecchio di Gallarate, finanziato da Andrea Ponti su progetto dell'architetto Camillo Boito.

Dal 1879, anche a causa della propria sordità che andava avanzando, Andrea Ponti decise di affiancarsi nella gestione delle sue imprese col figlio Ettore, concedendogli procura illimitata. Negli ultimi anni di vita, per rispondere ai bisogni dei suoi operai, promosse largamente lo sviluppo di quello che, dopo la sua morte, diverrà noto come Istituto professionale di stato Andrea Ponti, oltre a sovvenzionare i primi asili in fabbrica per venire incontro alle esigenze delle donne lavoratrici nei suoi stabilimenti.
A Gallarate, sua città natia, promosse la costruzione di un ospedale locale, di un asilo infantile, della chiesa di Santa Maria, di un teatro, di un casino sociale e della sede locale della Società Operaia di Mutuo Soccorso. Sovvenzionò opere simili anche a Biumo Superiore, a Solbiate Olona, a Cornaredo, oltre a concedere ampi finanziamenti anche all'Ospedale Maggiore di Milano, promuovendo in particolare la fondazione dell'istituto antirabbico per la cura degli animali, l'istituto oftalmico e quello di pneumoterapia.
Morì il 26 settembre 1888 nella sua villa al Biumo Superiore (Varese).

## Mecenate e uomo di progresso

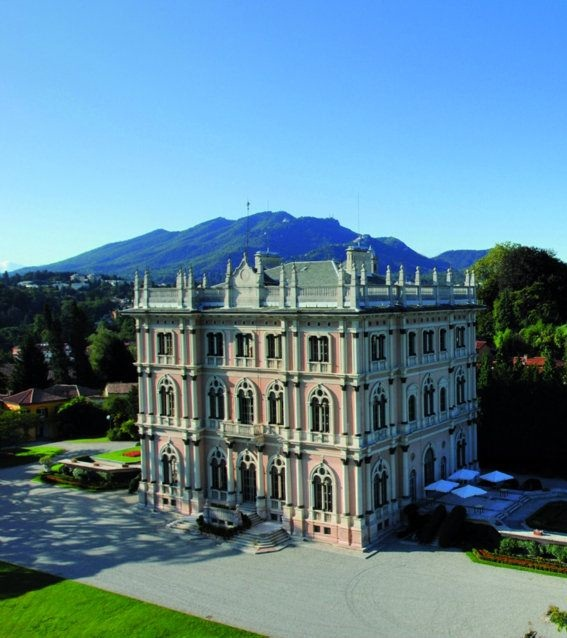
La Villa Andrea Ponti sul colle del Biumo Superiore (VA), fatta edificare da Andrea Ponti su progetto dell'architetto Giuseppe Balzaretto tra il 1858 e il 1859.

Andrea Ponti fu anche noto mecenate della sua epoca, chiamando Giuseppe Bertini e Luigi Cavenaghi a restaurare il suo palazzo di Milano; amico di Camillo Boito, a lui affidò il progetto del mausoleo della sua famiglia a Gallarate. All'architetto milanese Giuseppe Balzaretto (progettista dei Giardini Pubblici di Milano), affidò la costruzione delle Ville Ponti, un grandioso complesso residenziale che occupa ancora oggi tutta la collina del Biumo Superiore, sovrastante Varese; gli interni vennero decorati con opere di Giuseppe Bertini, Tranquillo Cremona, Odoardo Tabacchi e Roberto Focosi.
Appassionato di scienze e innovazione, fu lui a salvare la prestigiosa rivista Il Politecnico diretta da Carlo Cattaneo pagandone i debiti negli anni '70 dell'Ottocento. Appoggiò finanziariamente inoltre uno dei primi tentativi nel mondo dell'aviazione intrapreso dal lombardo ingegner Enrico Forlanini per lo sviluppo dei suoi studi su un primo modello di elicottero.
Nel 1865 acquistò l'intero lago di Varese e incaricò l'ingegner Alessandro Pestalozza di studiare la possibilità di abbassarne il livello dell'acqua attraverso un sistema di canalizzazioni che avrebbero consentito di trasportarla all'interno del letto del fiume Olona così da aumentarne la portata e favorire le sue industrie che dalla meccanica ad acqua avrebbero tratto enorme giovamento, ma l'impresa fallì sul nascere per la mancanza della pendenza necessaria all'acqua per sviluppare un corso consistente. Presso il lago di Varese, finanziò comunque un'opera di bonifica generale di alcune sponde paludose e supportò la categoria dei pescatori locali. A fronte di alcuni ritrovamenti archeologici preistorici, fece istituire presso l'Isolino Virginia del medesimo lago, un museo. Per sopperire al crescente bisogno d'acqua delle sue industrie, partecipò attivamente alla costruzione del Canale Cavour e fu tra i principali sostenitori, ideologici e finanziari, del progetto di costruzione del Canale Villoresi. Fu il principale finanziatore della ferrovia nella tratta Gallarate-Varese che venne inaugurata nel 1865 e divenne socio fondatore della Banca di Gallarate.
A livello agricolo, si distinse per il suo interesse nel campo delle coltivazioni, promuovendo particolarmente la coltura della marcita, accompagnata da larghe opere di bonifica e promuovendo la coltivazione di nuove colture come il lino, aumentando la produzione dei gelsi e promuovendo la costruzione di nuovi insediamenti agricoli. Anche nel caso della produzione agricola, ottenne notevoli successi: studiò la possibilità di realizzare degli incroci tra mucche da latte olandesi e svizzere così da aumentare la produzione e sovvenzionò i primi esperimenti per la produzione di latte condensato. I suoi contatti con la Svizzera lo portarono ad essere il primo produttore del formaggio Emmenthal in Italia quando esso era all'epoca unico monopolio della Svizzera tedesca. Lo sviluppo da parte sua di stabilimenti specializzati nella realizzazione di questo nuovo prodotto caseario (con l'utilizzo del "sistema Swartz"), lo portò ad essere premiato all'Esposizione nazionale italiana che si tenne a Milano nel 1881.

## Matrimonio e figli
Nel 1854, Andrea Ponti sposò Virginia Pigna (1832-1907), figlia di Giovanni e di sua moglie, Elisabetta Turati, sorella dell'industriale cotoniero Francesco Antonio Turati. La coppia ebbe i seguenti figli:
- Ettore (1855-1919), I marchese Ponti, sposò la baronessa Remigia Spitaleri di Muglia
- Maria (1856-1938), sposò Pier Desiderio Pasolini, III conte dall'Onda.
- Ester (1858-1933), sposò Luigi Esengrini
- Antonia (1860-1938), sposò il conte Gianforte Suardi
- Eligio (1867-1881), militare

## Ascendenza
|                      |   |                | Genitori |  |  | Nonni |  |  | Bisnonni         |  |  | Trisnonni    |  |
|                      |   |                |          |  |  |       |  |  | Bartolomeo Ponti |  |  | Andrea Ponti |  |
|                      |   |                |          |  |  |       |  |  | Bartolomeo Ponti |  |  | Andrea Ponti |  |
|                      |   | Girolama Mazzi |          |  |  |       |  |  | Bartolomeo Ponti |  |  |              |  |
| Andrea Ponti         |   |                |          |  |  |       |  |  | Bartolomeo Ponti |  |  |              |  |
|                      |   | Caterina Luoni | …        |  |  |       |  |  |                  |  |  |              |  |
|                      |   | Caterina Luoni | …        |  |  |       |  |  |                  |  |  |              |  |
|                      |   | Caterina Luoni | …        |  |  |       |  |  |                  |  |  |              |  |
| Giuseppe Ponti       |   | Caterina Luoni |          |  |  |       |  |  |                  |  |  |              |  |
|                      |   | …              | …        |  |  |       |  |  |                  |  |  |              |  |
|                      |   | …              | …        |  |  |       |  |  |                  |  |  |              |  |
|                      |   | …              | …        |  |  |       |  |  |                  |  |  |              |  |
| Francesca Puricelli  |   | …              |          |  |  |       |  |  |                  |  |  |              |  |
|                      |   | …              | …        |  |  |       |  |  |                  |  |  |              |  |
|                      |   | …              | …        |  |  |       |  |  |                  |  |  |              |  |
|                      |   | …              | …        |  |  |       |  |  |                  |  |  |              |  |
| Andrea Ponti         |   | …              |          |  |  |       |  |  |                  |  |  |              |  |
|                      | … | …              |          |  |  |       |  |  |                  |  |  |              |  |
|                      | … | …              |          |  |  |       |  |  |                  |  |  |              |  |
|                      | … | …              |          |  |  |       |  |  |                  |  |  |              |  |
| …                    | … |                |          |  |  |       |  |  |                  |  |  |              |  |
|                      |   | …              | …        |  |  |       |  |  |                  |  |  |              |  |
|                      |   | …              | …        |  |  |       |  |  |                  |  |  |              |  |
|                      |   | …              | …        |  |  |       |  |  |                  |  |  |              |  |
| Maria Antonia Longhi |   | …              |          |  |  |       |  |  |                  |  |  |              |  |
|                      |   | …              | …        |  |  |       |  |  |                  |  |  |              |  |
|                      |   | …              | …        |  |  |       |  |  |                  |  |  |              |  |
|                      |   | …              | …        |  |  |       |  |  |                  |  |  |              |  |
| …                    |   | …              |          |  |  |       |  |  |                  |  |  |              |  |
|                      |   | …              | …        |  |  |       |  |  |                  |  |  |              |  |
|                      |   | …              | …        |  |  |       |  |  |                  |  |  |              |  |
|                      |   | …              | …        |  |  |       |  |  |                  |  |  |              |  |
|                      |   | …              |          |  |  |       |  |  |                  |  |  |              |  |